# UFC 115
UFC 115 : Liddell vs. Franklin  est un évènement d'arts martiaux mixtes organisé par l'Ultimate Fighting Championship, s'étant déroulé le 12 juin 2010 à la General Motors Place de Vancouver.

## Historique
C'est le quatrième évènement organisé par l'UFC au Canada mais le premier en Colombie-Britannique à la suite de la résolution votée pour autoriser et réguler le MMA dans cette province. Les précédents spectacles canadiens ont été l'UFC 83, l'UFC 97 et l'UFC 113.
Le combat opposant Thiago Alves à Jon Fitch a été repoussé à l'UFC 117 pour la troisième fois.
L’évènement a failli ne pas être réalisable vue que les compétitions de MMA était interdite mais finalement put voir le jour 

## Résultats[6]

### Carte principale
- Light Heavyweight :  Chuck Liddell vs.  Rich Franklin

Franklin défait Liddell par KO (poing) à 4:55 du round 1.
- Heavyweight :  Mirko Filipović vs.  Pat Barry

Filipović défait Barry par soumission à 4:30 du round 3.
- Welterweight :  Paulo Thiago vs.  Martin Kampmann

Kampmann bat Thiago via  décision. (30–27, 30–27, 30–27)
- Heavyweight :  Ben Rothwell vs.  Gilbert Yvel

Rothwell bat Yvel via  décision. (30–27, 29–28, 29–28)
- Welterweight :  Carlos Condit vs.  Rory MacDonald

Condit défait MacDonald par TKO à 4:53 du round 3.

### Carte préliminaire
- Welterweight :  Mike Pyle vs.  Jesse Lennox

Pyle défait Lennox par soumission à 4:44 du round 3.
- Welterweight :  Ricardo Funch vs.  Claude Patrick

Patrick défait Funch par soumission à 1:48 du round 2.
- Welterweight :  James Wilks vs.  Peter Sobotta

Wilks bat Sobotta par décision (30–27, 30–28, 30–27).
- Middleweight :  David Loiseau vs.  Mario Miranda

Miranda défait Loiseau par TKO à 4:07 du round 2.
- Lightweight :  Mac Danzig vs.  Matt Wiman

Wiman défait Danzig par soumission  à 1:45 du round 1.
- Lightweight :  Tyson Griffin vs.  Evan Dunham

Dunham bat Griffin via décision (30–27, 28–29, 29–28).

## Bonus de la soirée
Les combattants mentionnés ont reçu $85,000 de bonus.
- Combat de la soirée:  Carlos Condit vs.  Rory MacDonald
- Knockout de la soirée:  Rich Franklin
- Soumission de la soirée:  Mirko Filipovic